# Politica dei Paesi Bassi in materia di stupefacenti

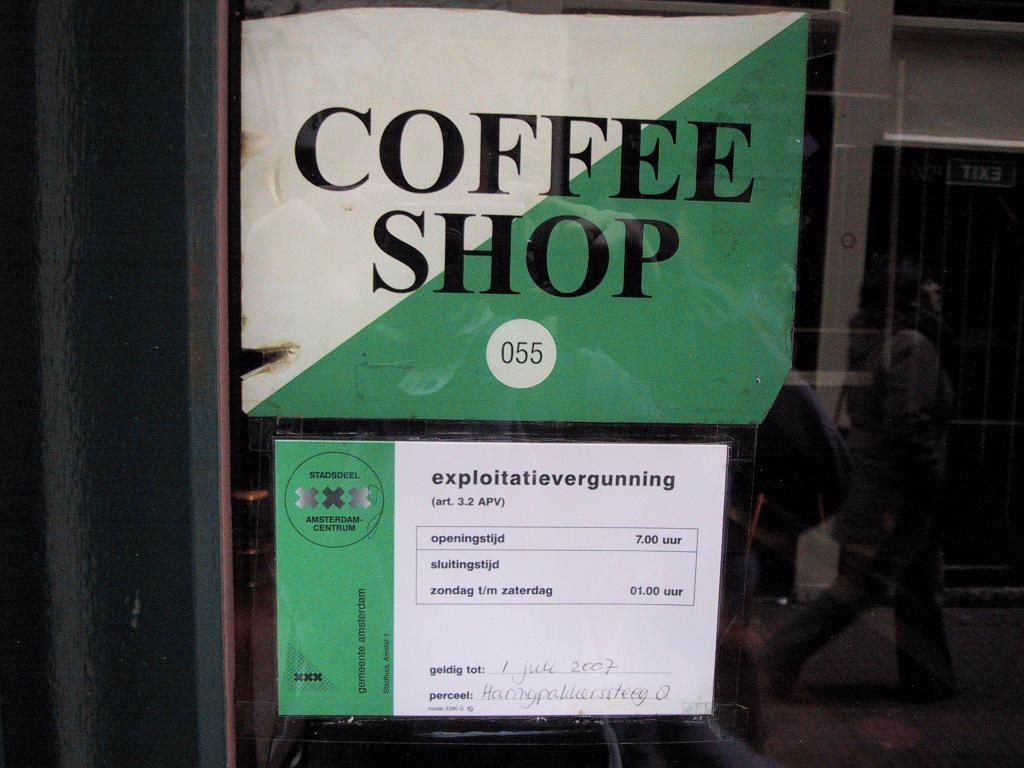
Licenza di Coffeeshop

Nella politica e nella legislazione dei Paesi Bassi esiste una distinzione tra le droghe pesanti (come eroina e cocaina) e i derivati della canapa (cannabis, hashish). Si noti che il termine "droghe leggere" (Softdrugs, "droghe morbide") non viene usato nella legislazione olandese, dove si parla genericamente di "sostanza", ma si differenzia tra sostanze di categoria I ("droghe pesanti") e II (tra cui la cannabis). Tale distinzione è basata sui differenti livelli di dipendenza e sul calcolo del rischio per la salute indotto dall'uso delle diverse sostanze.

## Le due categorie
Le sostanze stupefacenti sono divise in due categorie o liste dalla Opiumwet (legge sull'oppio):
- I categoria, sostanze,  anche denominate droghe pesanti (Harddrugs), che comportano rischi e danni inaccettabili per la salute quali l'eroina, la cocaina e l'XTC e le anfetamine[2]
- II categoria, sostanze che causano meno danni alla salute: tra queste anche i prodotti della cannabis (derivati dalla canapa indiana, marijuana e hashish)[3]

Questa distinzione è espressa anche nella severità delle pene imposte per vari reati e nella scala di priorità adottata nel campo delle indagini.

### Pene massime
Queste le pene massime previste dall'ordinamento giudiziario dei Paesi Bassi, le pene variano in base alla gravità del reato commesso.
| - Droghe pesanti - (RECLUSIONE / MULTA) - 12 anni e/o 45000 € - 8 anni e/o 45000 € - 6 anni e/o 45000 € - 4 anni e/o 45000 € - 1 anno e/o 11250 € | - Cannabis - (RECLUSIONE / MULTA) - 4 anni e/o 45000 € - 2 anni e/o 11250 € - 1 mese e/o 2250 € |

### Droghe leggere
La vendita di droghe leggere può sempre essere punita; tuttavia, la priorità viene data alla lotta alle droghe pesanti, per cui la quantità venduta è importante. Non viene attivamente indagata la vendita di una quantità inferiore a 5 grammi per persona al giorno in ciascuno dei coffee-shop autorizzati, mentre la vendita di quantità superiori ai 5 grammi, sia essa effettuata in bar, caffè, ristoranti o sulla strada, viene perseguita attivamente.
La teoria che sta dietro questa pratica è che la vendita di piccole quantità di droghe leggere per uso personale causa minore rischio sociale e personale rispetto all'uso ed alla vendita delle droghe pesanti.
La politica olandese mira a prevenire e contenere i rischi per l'individuo e la collettività associati all'uso di stupefacenti. In questa ottica viene offerto ai tossicodipendenti aiuto per disintossicarsi e per migliorare la propria condizione fisica, psicologica e sociale. Di fatto, la richiesta di assistenza è più frequente se i consumatori di stupefacenti non devono temere di essere perseguiti penalmente o di sporcare la propria fedina penale.
Nei Paesi Bassi il consumo di droga non è comunque un fenomeno né incoraggiato, né accettato: esso viene scoraggiato grazie ad attività d'informazione che si svolgono nelle scuole e a campagne finalizzate a far conoscere i rischi connessi all'uso di sostanze che creano dipendenza.
Nonostante la politica tendenzialmente permissiva riguardo alle droghe leggere, soltanto una piccola parte di consumatori di queste ultime passa alle droghe pesanti. Nei Paesi Bassi si svolgono regolarmente ricerche sulla diffusione dell'uso di droghe; dall'ultima ricerca è emerso che negli Stati Uniti le persone che fanno uso regolare di cannabis sono più del doppio (in percentuale) di quelle dei Paesi Bassi; la differenza è ancor più marcata quando si considerano le droghe pesanti.

### Droghe pesanti
Il possesso di droghe pesanti è un reato; esso tuttavia viene solitamente perseguito specificamente quando la quantità posseduta supera il mezzo grammo.
Invece la vendita di droghe pesanti, indipendentemente dalla quantità, è un reato per il quale le indagini ed i processi hanno la massima priorità; esso viene punito con pene severe. Tuttavia lo spaccio 'al minuto', in alcune zone delle maggiori città, viene controllato ma sostanzialmente tollerato sulla base di una politica di riduzione del danno; è la polizia a decidere quando e se è il caso di intervenire.

## La "Politica della tolleranza": regolamenti e obiettivi

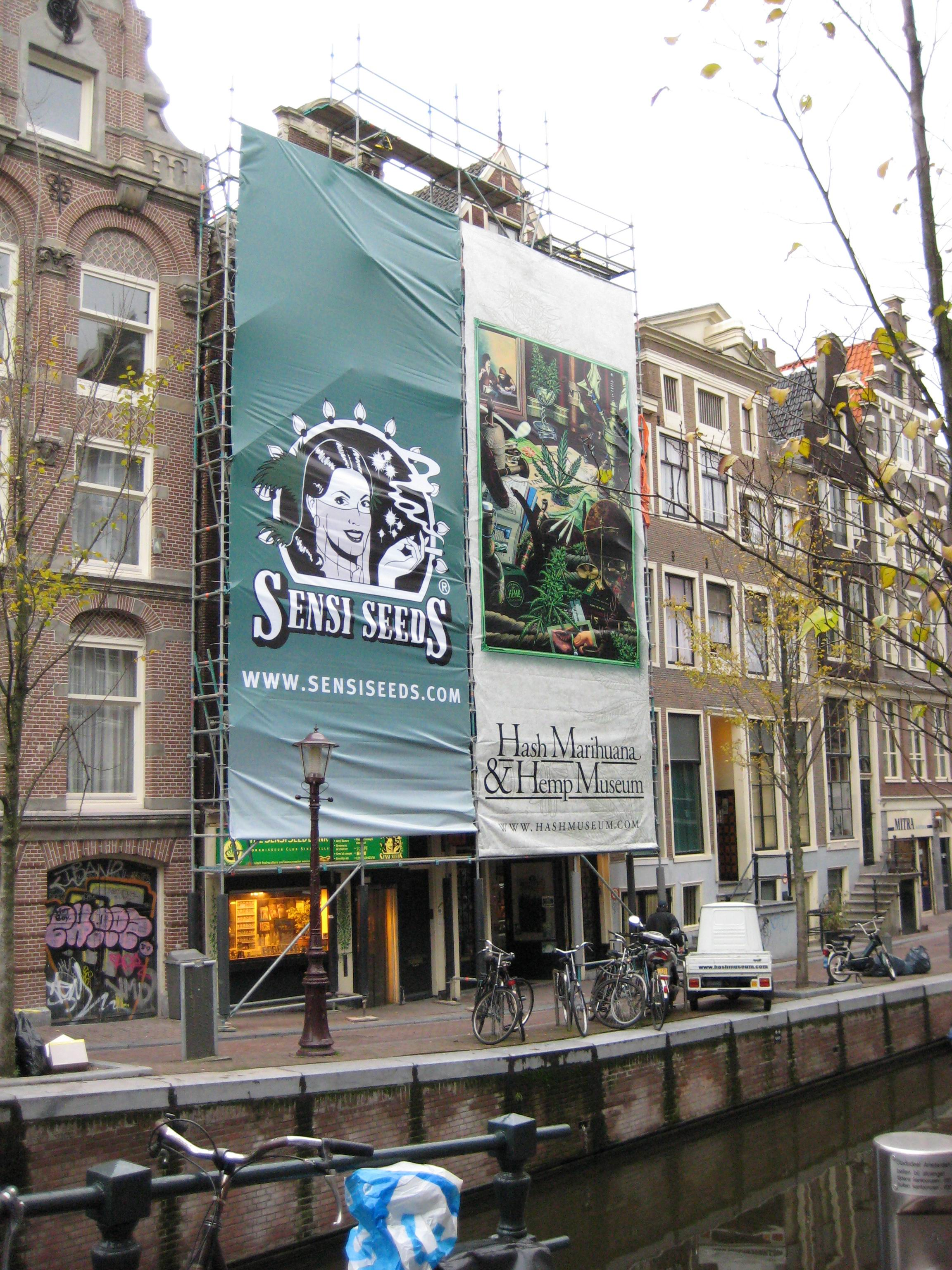
Museo della marijuana ad Amsterdam

Nonostante la cosiddetta "Politica della tolleranza" (Gedoogbeleid), nei Paesi Bassi, al contrario di quanto spesso si creda all'estero, è vietata la produzione (tolleranza fino a 5 piante per uso medico DenHaag 2008), detenzione (max 5 Gr uso personale e chiuso nella confezione), vendita e acquisto (tollerata all'interno dei coffeshop per il THC) di qualsiasi droga (inclusi i derivati della canapa). È però consuetudine il non procedere contro l'acquisto di 5 grammi di cannabis nei coffee-shop, contro la detenzione di una piccola quantità di droghe per consumo personale e contro la coltivazione di un numero limitato di piante di canapa, sempre per utilizzo personale. Nei Paesi Bassi, infatti, per ogni tipo di droga sono punibili il commercio, la vendita, la produzione e la detenzione. Solo l'uso di droghe non è punibile.
Di particolare interesse è il “concetto dell'opportunità” presente nel diritto penale dei Paesi Bassi, secondo il quale, per cause che riguardino l'interesse della collettività è possibile desistere dal perseguire un reato. In pratica, quando un comportamento che violi la legge (un reato) non è tale da minare l'ordine pubblico, il Pubblico Ministero può decidere di non perseguirlo. Le direttive su quali reati punire e quali non punire in materia di stupefacenti sono decise in un documento pubblico del Pubblico Ministero.
Secondo la direttiva del PM del 1º gennaio 2001 non si persegue la vendita di cannabis nei coffee-shop in cui siano rispettati i seguenti criteri:
- non è permesso vendere alla stessa persona più di 5 grammi al giorno;
- non è permesso vendere droghe pesanti;
- non è permesso fare pubblicità alla droga;
- non è permesso turbare la quiete e l'ordine del vicinato;
- non è permesso vendere ai minorenni (fino a 18 anni) e i minorenni non possono entrare nei coffee-shop.

Ci sono tre obiettivi principali che vengono realizzati dalla "politica della tolleranza" e la regolamentazione dei coffee-shop. In primo luogo si vuole scoraggiare e possibilmente evitare del tutto il consumo di droghe leggere da parte di minorenni. Oltre a ciò si auspica una riduzione dei problemi di ordine pubblico (sia individuali che sociali) derivanti dal consumo delle droghe leggere. Infine, il divieto più assoluto imposto sulla vendita di droghe pesanti nei coffeshop mira a ridurre il rischio di un possibile passaggio da droghe leggere a droghe pesanti separando e differenziando i due mercati.
La separazione tra droghe leggere e pesanti vuole evitare che i consumatori di droghe leggere entrino a contatto con droghe più pesanti e il circuito criminale in cui queste vengono distribuite. La finalità principale della politica dei Paesi Bassi in materia di stupefacenti è far diminuire la domanda e l'offerta di droga (infatti il numero di coffee-shop si è ridotto del 36% tra il 1997 e il 2003, da 1179 a 754) e ridurre i rischi che l'uso di stupefacenti comporta, sia per i consumatori (altrimenti costretti a muoversi in ambienti dominati dalla criminalità) che per la società nel suo complesso.
In questa ottica le droghe leggere richiedono un diverso approccio delle droghe pesanti. In molti paesi non viene formalizzata la distinzione tra droghe leggere e droghe pesanti, ma essa è di fatto applicata.

## Aspetti legali
Il possesso di droghe leggere per uso personale non viene considerato reato ma solo infrazione, punibile con una multa. La vendita di droghe leggere nei coffee-shop, pur teoricamente illegale, non viene perseguita se avviene a determinate condizioni decretate dal governo. In aggiunta alle regole indicate sopra, i coffee-shop:
- non possono vendere più di 5 grammi di marijuana per persona al giorno
- non possono vendere alcool e altre droghe nella stessa transazione
- il "magazzino" non può eccedere i 500 grammi di marijuana

Oltre a questo ci sono ulteriori regole stabilite dai vari comuni a livello locale che possono restringere ad esempio l'ubicazione dei coffee-shop, rimuovendoli dal centro della città o dalla vicinanza di scuole.
Contrariamente a quanto comunemente si crede, le droghe trovate dalla polizia devono essere confiscate per legge, sia che si tratti di droghe pesanti sia che si tratti di droghe leggere, anche se sono piccole quantità destinate all'uso personale. In base alla "legge sull'oppio", infatti, le droghe leggere rimangono illegali, e ne sono ufficialmente proibite la coltivazione e la produzione, vendita o acquisto, importazione o esportazione, e il possesso.
La "politica della tolleranza" però porta ad una de-criminalizzazione de facto, dove il reato nella pratica non viene mai perseguito nei casi singoli. Quindi il possesso e la vendita autorizzata di quantità inferiori ai 5 grammi vengono di norma consentiti, mentre la produzione o l'acquisto su larga scala vengono attivamente perseguiti.

## Turismo della droga
Essendo questa politica sulle droghe vigente nei Paesi Bassi fin dal 1975, si è sviluppato col passare del tempo un cosiddetto turismo della droga. In questa forma di turismo le droghe leggere ed i coffee-shop rappresentano un'attrattiva per consumatori provenienti da quelle nazioni in cui il consumo o il possesso sono illegali. In molti coffee-shop sono state introdotte telecamere al banco di acquisto collegate con la polizia, per evitare aggressioni o rapine. Il governo dei Paesi Bassi non tassa i proventi dei coffee-shop ma richiede comunque di tener nota delle transazioni effettuate. La quantità vendibile nei coffee-shop è al massimo di 5 grammi per persona per giorno; inoltre l'esportazione di tutti i tipi di droghe e in qualsiasi quantità è sempre punibile. A partire da metà degli anni novanta, con l'affermazione tra i giovani di sostanze quali l'ecstasy, si è cominciato a sviluppare un nuovo turismo, detto turismo della droga sintetica.

## I risultati del modello olandese
Il numero di decessi collegati all'uso di droghe nei Paesi Bassi è il più basso in Europa. Il governo dei Paesi Bassi riesce a supportare circa il 90% dei tossicodipendenti con i programmi di disintossicazione. Il risparmio di tempo e denaro connesso alla tolleranza controllata delle droghe leggere ha consentito di concentrarsi effettivamente sulla lotta alle droghe pesanti. La politica della tolleranza non ha portato ad un maggior consumo di droghe leggere: nei Paesi Bassi il 9,7% dei giovani ragazzi consuma droghe leggere una volta al mese, non paragonabile al livello in Italia (28,9%) e Germania (20,9%) ed inferiore a quelli del Regno Unito (15,8%) e Spagna (16,4%). Queste percentuali si ripetono riguardo alle statistiche sulle droghe pesanti: nei Paesi Bassi ci sono 2,5 tossicodipendenti per ogni mille abitanti, in Belgio 3,0, in Francia circa 3,9, in Spagna 4,9, in Italia 6,4.